# Chloropoea kenyae
Chloropoea kenyae är en fjärilsart som beskrevs av Edward Bagnall Poulton 1926. Chloropoea kenyae ingår i släktet Chloropoea och familjen praktfjärilar. Inga underarter finns listade i Catalogue of Life.